# Арбана Джарра
Арбана Джарра (алб. Arbana Xharra) — албанська журналістка із частково визнаної Республіки Косова. Удостоєна низки нагород за професійну діяльність.

## Кар'єра
Арбана Джара працює журналістом з 2001 року. Працювала в Koha Ditore, першій незалежній газеті, створеній у Косово в 2006—2007 роках. Також була автором для видання Balkan Insight, в наш час працює шеф-редактором косовського видання Zëri.
На думку Арбани Джарри розвиток демократії неможливий без права преси розслідувати життєво важливі проблеми. У своїй роботі охоплювала широкий спектр питань: у 2006 році досліджувала урядові звіти про витрати та фінансові махінації; у 2007 році вивчала причини інфляції та нестачі продовольства; у 2010 році перевіряла використання активі державної телекомунікаційної компанії Telekomi i Kosovës. У сферу її уваги також потрапляли відносини між бізнесом та політикою. У 2012 році Джарра підготувала доповідь про корупцію в уряді та зв'язок місцевого бізнесу з політиками, через що була втягнута до судового процесу., проте суд виправдав її, заявивши, що Арбана Джарра діяла відповідно до Кодексу етики для друкованих ЗМІ Косова.
Також досліджувала питання релігійної активності та релігійного екстремізму після падіння соціалістичного режиму в колишній Югославії, пізніше зіштовхнувшись із загрозами для життя.
13 травня 2017 року на неї здійснено замах, після чого її доставили до лікарні. Раніше повідомлялося про наміри журналістки йти на вибори від Демократичної партії Косова.

## Нагороди
Арбана Джарра — трикратний лауреат премії Програми розвитку ООН за статті про корупцію в Косові (в 2006, 2007 і 2008 роках). У 2012 році нагороджена Балканською спілкою журналістської майстерності за вивчення зміни відношення до ісламу в Косові. У 2013 році удостоєна премії Rexhai Surroi від KOHA Group за статті про екстримізм та премії Stirring Up Debate від INPO Ferizaj за створення публічного дискурсу про релігійний екстримізм. У 2015 році стала володаркою міжнародної премії Державного секретаря США за жіночу відвагу.